# Josep Thous Puey
Josep Thous Puey (Reus, 1871 - Rosario (Argentina), 1911) va ser un obrer anarquista i escriptor català.
De família molt humil i fuster de professió, va conèixer els membres de la Colla de ca l'Aladern, el Grup literari modernista reusenc, i va publicar en les revistes del grup, com ara Lo Lliri i La Palma. Vinculat primer amb els republicans federals reusencs, publicà a La Autonomía, el seu portaveu, alguns articles combatius, sobretot un que va sortir l'11 de febrer de 1898, en commemoració de la proclamació de la Primera República que li va comportar presó preventiva. Més endavant es vinculà amb els sindicats socialistes de la comarca i després amb els corrents anarquistes. Era amic de Joan Montseny i va participar amb articles teòrics a La Revista Blanca i a La Cuña, publicació anarquista dels treballadors de la fusta. Va tenir una participació activa en les lluites socials a Reus i va estrenar almenys dues obres de teatre: "Justícia popular" i "Amor lliure" que no van ser publicades.
Emigrat a l'Argentina, on va participar en algunes publicacions anarquistes del país, va morir a Rosario el 1911. Els seus amics i companys reusencs van publicar com a homenatge pòstum, el 1912, el llibre Trevalls en vers y prosa, que és un recull de peces curtes escampades a periòdics reusencs i barcelonins i a l'anarquista Revista Blanca de Joan Montseny.